# غندي خوري السفلي (توت ندة)
غندي خوري السفلی (بالفارسية: گندی‌خوری سفلی) هي قرية تقع في إيران في قسم توت ندة الريفي. يقدر عدد سكانها بـ 489 نسمة .